# Trebeshina
Il monte di Trebeshina si trova nell'Albania meridionale più precisamente a Përmet.
Sul monte si combatté la guerra omonima tra l'Italia e la Grecia, dalla quale uscì vittoriosa la Grecia.